# オイゲン・ブロイラー
オイゲン・ブロイラー（Eugen Bleuler、1857年4月30日 - 1939年7月15日）は、スイスの医学者、精神科医。

## 経歴
1857年、チューリッヒ近くのツォリコン生まれ。父親は裕福な農夫であった。ブロイラーはチューリッヒで医学を学んだ後、更にロンドンやパリ、ミュンヘンでも学んだ。1927年からチューリッヒ大学で精神医学の教授を務めた。エミール・クレペリンによって早発性痴呆という病名に分類され、治癒の希望を持てなかった人々に、新たな分類で希望を与え、また実際に治療に成功した例を示した。

## 研究内容・業績
- 精神分析の祖で異端者扱いされていたS・フロイトを、アカデミックな精神科医として最初に擁護し、フロイトのもとに弟子のユングを送ったのもブロイラーである。自閉、両価性（アンビバレンツ）などの精神病理学的概念は今日にいたるも引き継がれ使用されている。『精神分裂病の概念』（人見一彦訳、学樹書院）には最初に「Schizophrenia」という名称が使われた論文が収められている。ブロイラーの精神医学書は切替辰哉訳で『精神医学書』として邦訳されている。
- エミール・クレペリンの提唱した早発性痴呆 (de:Dementia Praecox) を改名し、疾患の概念を変え、以降スキゾフレニア（de:Schizophrenie、en:Schizophrenia、旧称・精神分裂病などと称されることとなった。現在、日本の精神医学用語では統合失調症）という用語を創設した。スキゾが「分裂した」、「フレニア」が精神を意味している。医師として献身的な姿勢で患者に臨み、高い治癒率を上げたことで知られる。ただし、スキゾフレニア（精神分裂病、統合失調症）はその後多くの医師たちによって研究が重ねられたが、症候群であるものが単独の病気のようにイメージが独り歩きし（統合失調症の項参照）、さまざまな偏見の原因になることから、現在その概念自体の再検討が必要とされている。

## 家族・親族
- 息子のマンフレート・ブロイラー（ドイツ語版）も精神科医となり、精神分裂病の研究を行った。

## 関連文献
- 『精神分裂病の概念: 精神医学論文集』人見一彦・笹野京子・向井泰二郎訳、学樹書院、1998年10月。ISBN 978-4906502110